# Riserva della biosfera dell'Engadina-Val Müstair
La Riserva della biosfera dell'Engadina-Val Müstair è un'area naturale protetta del Cantone dei Grigioni, in Svizzera, facente parte della rete mondiale di riserve della biosfera dell'UNESCO.
Nella zona centrale della riserva si trova il Parco nazionale svizzero, istituito nel 1914. La Val Müstair, adiacente al suddetto parco, è una valle alpina situata a sud del passo dell'Ofen, che nel 2011 è stata ufficialmente riconosciuta come parco naturale regionale d'importanza nazionale. Insieme, formano la Riserva della biosfera dell'Engadina-Val Müstair, prima riserva alto-alpina iscritta all'UNESCO.

## Descrizione
Il territorio della riserva è caratterizzato da una grande diversità di patrimonio naturale e culturale: sia la zona della Val Müstair che l'Engadina presentano paesaggi rurali tradizionali e costituiscono una delle regioni più ricche di biodiversità della Svizzera.
La riserva è compresa tra i 1400 e i 3173 metri s.l.m. è ha una superficie di 172 km² per la core area, estesi a 370 km² considerando anche la zona cuscinetto e la zona di transizione che circondano la core area. La flora comprende foreste alpine, prati e rocce nude.
La valle dell'Engadina, con il fiume Inn, è l'unica in Svizzera a far parte del bacino idrografico del Danubio. Altri corpi d'acqua della riserva sono il fiume Spöl, con sorgente in Italia, con la quale la riserva confina, e il lago artificiale creato dalla diga di Ova Spin. Inoltre, sul confine meridionale, si trova una parte del lago di Livigno.